# Matca
Matca é uma comuna romena localizada no distrito de Galaţi, na região de Moldávia. A comuna possui uma área de 85.79 km² e sua população era de 12151 habitantes segundo o censo de 2007.